# Бронішовиці (Опольське воєводство)
Бронішовиці (пол. Broniszowice, нім. Brünschwitz) — село в Польщі, у гміні Отмухув Ниського повіту Опольського воєводства.
Населення — 98 осіб (2011).

## Демографія
Демографічна структура станом на 31 березня 2011 року:
|          | Загалом | Допрацездатний вік | Працездатний вік | Постпрацездатний вік |
| -------- | ------- | ------------------ | ---------------- | -------------------- |
| Чоловіки | 44      | 7                  | 32               | 5                    |
| Жінки    | 54      | 13                 | 30               | 11                   |
| Разом    | 98      | 20                 | 62               | 16                   |